# York-Centre
Pour les articles homonymes, voir York.
Circonscription électorale fédérale du Canada
York-Centre ((en) York Centre) est une circonscription électorale fédérale en Ontario.

## Géographie
La circonscription est située dans le sud de l'Ontario, plus précisément dans le nord de la ville de Toronto.  
Les circonscriptions limitrophes sont Eglinton—Lawrence, Thornhill, Willowdale, Humber River—Black Creek, York-Sud—Weston et York-Ouest.     

## Historique
Circonscription fondée en 1952 à partir des circonscriptions de Eglinton—Lawrence, Willowdale, York-Nord et York-Ouest.
1904-1917
| Législature                                 | Années    | Député               | Député                | Parti        |
| ------------------------------------------- | --------- | -------------------- | --------------------- | ------------ |
| York-Centre issue de York-Est et York-Ouest |           |                      |                       |              |
| 10e                                         | 1904–1907 |                      | Archibald Campbell    | Libéral      |
| 10e                                         | 1907-1908 | Peter Douglas McLean |                       | Libéral      |
| 11e                                         | 1908–1911 |                      | Thomas George Wallace | Conservateur |
| 12e                                         | 1911–1917 |                      | Thomas George Wallace | Conservateur |
| Redistribuée parmi York-Est et York-Sud     |           |                      |                       |              |

1953-........
| Législature                                                      | Années       | Député       | Député             | Parti                     |
| ---------------------------------------------------------------- | ------------ | ------------ | ------------------ | ------------------------- |
| Recréée d'Eglinton—Lawrence, Willowdale, York-Nord et York-Ouest |              |              |                    |                           |
| 22e                                                              | 1953–1957    |              | Al Hollingworth    | Libéral                   |
| 23e                                                              | 1957–1958    |              | Fred C. Stinson    | Progressiste-conservateur |
| 24e                                                              | 1958–1962    |              | Fred C. Stinson    | Progressiste-conservateur |
| 25e                                                              | 1962–1963    |              | James Edgar Walker | Libéral                   |
| 26e                                                              | 1963–1965    |              | James Edgar Walker | Libéral                   |
| 27e                                                              | 1965–1968    |              | James Edgar Walker | Libéral                   |
| 28e                                                              | 1968–1972    |              | James Edgar Walker | Libéral                   |
| 29e                                                              | 1972–1974    | Bob Kaplan   |                    | Libéral                   |
| 30e                                                              | 1974–1979    | Bob Kaplan   |                    | Libéral                   |
| 31e                                                              | 1979–1980    | Bob Kaplan   |                    | Libéral                   |
| 32e                                                              | 1980–1984    | Bob Kaplan   |                    | Libéral                   |
| 33e                                                              | 1984–1988    | Bob Kaplan   |                    | Libéral                   |
| 34e                                                              | 1988–1993    | Bob Kaplan   |                    | Libéral                   |
| 35e                                                              | 1993–1997    | Art Eggleton |                    | Libéral                   |
| 36e                                                              | 1997–2000    | Art Eggleton |                    | Libéral                   |
| 37e                                                              | 2000–2004    | Art Eggleton |                    | Libéral                   |
| 38e                                                              | 2004–2006    | Ken Dryden   |                    | Libéral                   |
| 39e                                                              | 2006–2008    | Ken Dryden   |                    | Libéral                   |
| 40e                                                              | 2008–2011    | Ken Dryden   |                    | Libéral                   |
| 41e                                                              | 2011–2015    |              | Mark Adler         | Conservateur              |
| 42e                                                              | 2015–2019    |              | Michael Levitt     | Libéral                   |
| 43e                                                              | 2019–2020    |              | Michael Levitt     | Libéral                   |
| 43e                                                              | 2020-2021    | Ya'ara Saks  |                    | Libéral                   |
| 44e                                                              | 2021–présent | Ya'ara Saks  |                    | Libéral                   |

## Résultats électoraux
|                          | Nom                      | Parti politique          | Voix   | %       | Majorité |
| ------------------------ | ------------------------ | ------------------------ | ------ | ------- | -------- |
|                          | Ya'ara Saks              | Libéral                  | 8 253  | 45,7 %  | 701      |
|                          | Joel Yakov Etienne       | Conservateur             | 7 552  | 41,82 % |          |
|                          | Kemal Ahmed              | NPD                      | 1 046  | 5,79 %  |          |
|                          | Max Bernier              | Parti populaire          | 642    | 3,56 %  |          |
|                          | Sasha Zavarella          | Vert                     | 461    | 2,55 %  |          |
|                          | John The Engineer Turmel | Indépendant              | 104    | 0,58 %  |          |
| Total des votes valides  | Total des votes valides  | Total des votes valides  | 18 058 | 99,09 % |          |
| Total des votes rejetés  | Total des votes rejetés  | Total des votes rejetés  | 166    | 0,91 %  |          |
| Total des votes exprimés | Total des votes exprimés | Total des votes exprimés | 18 224 | 25,83 % |          |
| Électeurs inscrits       | Électeurs inscrits       | Électeurs inscrits       | 70 543 |         |          |

|                          | Nom                      | Parti politique          | Voix   | %       | Majorité |
| ------------------------ | ------------------------ | ------------------------ | ------ | ------- | -------- |
|                          | Michael Levitt           | Libéral                  | 20 131 | 46,88 % | 1 238    |
|                          | Mark Adler (sortant)     | Conservateur             | 18 893 | 43,99 % |          |
|                          | Hal Berman               | NPD                      | 3 148  | 7,33 %  |          |
|                          | Constantine Kritsonis    | Vert                     | 772    | 1,8 %   |          |
| Total des votes valides  | Total des votes valides  | Total des votes valides  | 42 944 | 99,26 % |          |
| Total des votes rejetés  | Total des votes rejetés  | Total des votes rejetés  | 319    | 0,74 %  |          |
| Total des votes exprimés | Total des votes exprimés | Total des votes exprimés | 43 263 | 65,72 % |          |
| Électeurs inscrits       | Électeurs inscrits       | Électeurs inscrits       | 65 832 |         |          |

|       | Candidat       | Parti        | # de voix | % des voix |
|       | Mark Adler     | Conservateur | +20 356,  | 48,5 %     |
|       | (x) Ken Dryden | Libéral      | +13 979,  | 33,31 %    |
|       | Nick Brownlee  | NPD          | +06 656,  | 15,86 %    |
|       | Rosemary Frei  | Vert         | +00979,   | 2,33 %     |
| Total | Total          | Total        | 41 970    | 100 %      |

|       | Candidat        | Parti        | # de voix | % des voix |
|       | Rochelle Wilner | Conservateur | +14 095,  | 37,9 %     |
|       | (x) Ken Dryden  | Libéral      | +16 185,  | 43,52 %    |
|       | Kurtis Baily    | NPD          | +04 481,  | 12,05 %    |
|       | Rosemary Frei   | Vert         | +02 428,  | 6,53 %     |
| Total | Total           | Total        | 37 189    | 100 %      |

## Circonscription provinciale
Depuis les élections provinciales ontariennes du 4 octobre 2007, l'ensemble des circonscriptions provinciales et des circonscriptions fédérales sont identiques.